# Dactylopsila tatei
Dactylopsila tatei is een zoogdier uit de familie van de buideleekhoorns (Petauridae). De wetenschappelijke naam van de soort werd voor het eerst geldig gepubliceerd door Eleanor M.O. Laurie in 1952. Het is nu een bedreigde diersoort omdat deze buideleekhoorn leeft binnen een zeer beperkt gebied van het eiland waarbinnen oerbos wordt omgezet in landbouwgrond.

## Voorkomen
Dactylopsila tatei is een endemische soort die uitsluitend voorkomt op het eiland Fergusson, een eiland in Papoea-Nieuw-Guinea dat behoort tot de D'Entrecasteaux-eilanden in de provincie Milne Bay.